# Liste des châteaux britanniques

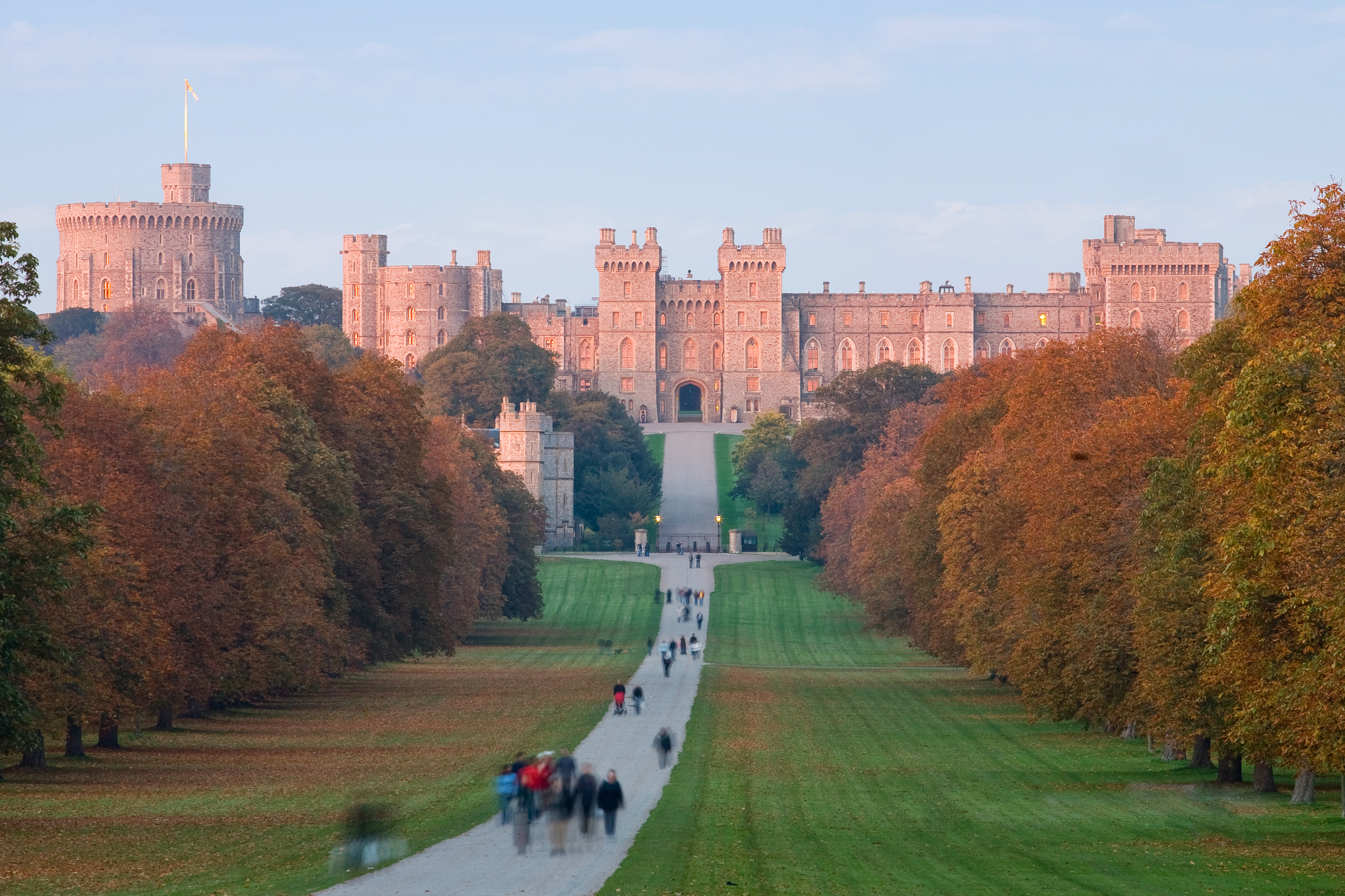
Le château de Windsor, l'une des résidences officielles de la monarchie britannique, date du XIe siècle.

Le Royaume-Uni compte de nombreux châteaux et notamment des châteaux-forts.